# Concordato dell'Alsazia-Mosella
Il Concordato dell'Alsazia-Mosella è parte del regime concordatario francese che non è stato abrogato dalla legge di separazione tra Stato e Chiese del 1905, in quanto l'Alsazia e la Mosella erano parte dell'Impero tedesco.

## Base giuridica
Questo regime speciale riconosce e organizza i culti cattolico, luterano, riformato ed ebreo e consente allo Stato di pagare i ministri di questi culti. Quando entrò in vigore nel 1802, riconobbe le tre denominazioni e le religioni presenti. È basato infatti sul concordato firmato nel 1801 tra Napoleone Bonaparte e papa Pio VII. Questo regime non fu abrogato né dall'annessione tedesca del 1871 né con il ritorno dei tre dipartimenti all'interno della Repubblica francese nel 1919. Tale regime segue la promessa di rispettare le tradizioni delle province recuperate fatta dal generale Joseph Joffre durante la liberazione di Thann del 7 agosto 1914. Tale impegno venne rinnovato da parte del Presidente della Repubblica Raymond Poincaré nel febbraio del 1915 e dal maresciallo Philippe Pétain nel 1918 alle 90 città alsaziane amministrate dalla Francia durante la prima guerra mondiale.
Questo elemento della legge specifica in Alsazia-Mosella deriva dal trascorso francese dei tre dipartimenti e non direttamente dal passato tedesco, contrariamente alla legge locale sulle associazioni, al locale regime di previdenza sociale e più specificamente al reato di blasfemia. Questo status venne contestato contestato dalla sinistra salita al potere nel 1924. Un parere del Consiglio di Stato del 24 gennaio 1925 afferma tuttavia che la legge del 18 germinale dell'anno X in applicazione al Concordato del 1801 era ancora in vigore.
Questo sistema dà luogo periodicamente a contestazioni tra sostenitori e avversari. La sua validità venne confermata il 21 febbraio 2013 dal Consiglio costituzionale, che considera una tradizione repubblicana osservata da tutti i governi dal 1919, anche se la Costituzione della Quinta Repubblica non aveva "messo in discussione le disposizioni legislative o i regolamenti specifici" applicabile in diverse parti del territorio della Repubblica all'entrata in vigore della Costituzione e relativa all'organizzazione di alcune religioni.

## Insegnamento della religione a scuola
La religione viene insegnata dalla scuola elementare all'università su richiesta scritta dei genitori o dello studente se maggiorenne all'inizio dell'anno scolastico. Gli alunni delle scuole elementari che non fanno corsi di religione frequentano classi morali. Gli studenti universitari sono semplicemente esentati dalle lezioni. Questo non è un corso di catechismo, bensì una formazione culturale e religiosa. Il catechismo in senso stretto, che prepara i bambini ai sacramenti, è erogato dalle parrocchie. Questa ora di insegnamento settimanale è anche chiamata in molte istituzioni "cultura religiosa". In alcune istituzioni (specialmente scuole superiori), il corso si chiama "fatti religiosi". Gli insegnanti di religione cattolica e protestante sono laureati delle corrispondenti facoltà di teologia dell'Università di Strasburgo o del dipartimento di teologia dell'Università della Lorena.
Il concordato non influisce sull'istruzione privata confessionale, che è abbastanza sviluppata in Alsazia. Ci sono scuole primarie e secondarie delle tre religioni concordate.

## Ministri del culto
I ministri (sacerdoti, pastori e rabbini) delle quattro religioni riconosciute sono stipendiati dal Ministero dell'Interno. L'accordo Lang-Cloupet del 1993 allineò la loro paga a quella dei funzionari di classe A del servizio civile francese. I ministri in questione possono ricevere l'indennità di disoccupazione.
I vescovi di Metz e Strasburgo sono nominati con decreto del Presidente della Repubblica, previo accordo della Santa Sede. I principali rabbini, i presidenti e i membri dei concistori protestanti ed ebrei sono nominati dal Primo ministro e i ministri dei tre culti sono nominati dal ministro dell'interno.
Nel caso dei protestanti, solo i pastori delle Chiese riconosciute (ovvero la Chiesa protestante della confessione di Augsburg di Alsazia e Lorena e la Chiesa protestante riformata di Alsazia e Lorena) sono dipendenti pubblici. Allo stesso modo, solo i rabbini del giudaismo di maggioranza sono funzionari pubblici. La comunità ebraica liberale deve assumersi le indennità del suo rabbino.

## Arcidiocesi di Strasburgo e diocesi di Metz
L'arcidiocesi di Strasburgo e la diocesi di Metz sono immediatamente soggette alla Santa Sede. Non dipendono cioè dall'autorità di un primate o di un metropolita, anche se, per convenienza, l'arcivescovo di Strasburgo e il vescovo di Metz sono membri della Conferenza episcopale di Francia. La sede di Strasburgo venne elevata alla dignità di arcidiocesi nel 1988, in seguito alla visita di papa Giovanni Paolo II.
Il Presidente della Repubblica francese è l'ultimo capo di Stato al mondo che può nominare vescovi cattolici. Questa nomina, che non è né una designazione né una nomina (l'una e l'altra sono sotto l'autorità della Chiesa e quindi della Santa Sede), venne indicata da Napoleone Bonaparte come contrappeso al potere della Santa Sede: controllo e non potere spirituale. Oggi è piuttosto una sopravvivenza legale senza un reale significato politico.
La procedura è la seguente, per entrambi i vescovati:
1. Il nunzio apostolico consulta l'episcopato francese.
2. Invia al Vaticano una lista di tre nomi di preti o vescovi che potrebbero essere nominati (la terna).
3. La Congregazione per i vescovi propone un nome al papa, che sceglie.
4. Il nunzio apostolico chiede il consenso dell'eletto che può rifiutare (tornare al punto 1).
5. Se accetta, il nunzio informa la Presidenza della Repubblica della scelta della Santa Sede.
6. Il presidente della Repubblica nomina il vescovo in segreto con un primo decreto e informa la Santa Sede attraverso il nunzio.
7. Il papa emette una bolla per dare l'investitura canonica al vescovo designato. La bolla viene trasmessa all'Eliseo tramite l'ambasciatore francese presso la Santa Sede, il Ministero degli affari esteri e il Ministero dell'interno. Dopo la verifica da parte del Consiglio di Stato, la Presidenza lo riceve con un secondo decreto.
8. Tramite il nunzio e l'ambasciatore francese presso la Santa Sede, l'Eliseo e la Santa Sede concordano una data di pubblicazione.
9. La nomina viene annunciata simultaneamente dal Journal officiel de la République française e dall'Osservatore Romano.

La procedura è complessa e richiede diversi mesi.

## Facoltà di teologia
L'Università di Strasburgo ha una Facoltà di teologia cattolica e una Facoltà di teologia protestante. L'Università della Lorena ha nel campus di Metz un Dipartimento di teologia parte della sua Unità di formazione e ricerca per le discipline umanistiche e le arti. In entrambi gli atenei si possono scegliere due corsi: teologia e pedagogia religiosa. Queste sono le uniche università pubbliche francesi in cui viene insegnata la teologia. Partecipano alla formazione di sacerdoti, pastori e laici (catechisti e insegnanti di religione nell'istruzione primaria e secondaria) e rilasciano diplomi di stato di teologia, cosa che non esiste in nessun'altra parte in Francia. Tuttavia, sono titoli di formazione e ricerca a pieno titolo.
La facoltà di teologia cattolica è sotto l'autorità della Santa Sede e i diplomi rilasciati sono riconosciuti come canonici.

## Il caso delle religioni non concordatarie
La differenza essenziale riguarda i ministri della religione: nessun ministro è stipendiato da fondi pubblici. L'acquisto, la manutenzione e l'esercizio dei luoghi di culto sono esclusivamente responsabilità dei fedeli (o di Stati terzi).
La costruzione di luoghi di culto è libera nei limiti della legge dell'urbanistica e dell'edilizia. Qualsiasi culto può ricoprire posizioni di cappellania, secondo il principio di uguaglianza e libertà di religione per i detenuti, i malati e coloro che sono in servizio attivo. Tutte le religioni praticate nella regione (buddisti, musulmani, ebrei, evangelici, pentecostali, mormoni, metodisti, mennoniti) possono organizzarsi in uno status giuridico di protezione che offre grande capacità giuridica, nel quadro della legge locale sulle associazioni. Dopo la registrazione ufficiale nel registro del tribunal de grande instance, queste associazioni:
- hanno maggiore capacità e possono ricevere donazioni gratuite senza l'obbligo di adottare statuti modello;
- possono avere qualsiasi oggetto, incluso il profitto (le associazioni registrate esclusivamente per scopi religiosi possono beneficiare di condizioni speciali: in particolare il loro scopo deve essere senza scopo di lucro);
- possono beneficiare di un sostegno finanziario diretto, sotto forma di finanziamento diretto di tutte le attività e iniziative culturali, fornitura di locali e terreni;
- possono beneficiare di un sostegno finanziario indiretto (esenzioni fiscali e aliquote ridotte) come associazioni religiose o diocesane e istituzioni pubbliche di culto, esenzione dall'imposta locale sulle attrezzature edilizie e tassa sulla casa dove avviene la celebrazione del culto).

È probabile che tutte le comunità con un carattere congregazionale siano riconosciute secondo la legge locale. I ministri dei culti organizzati dal diritto privato possono richiedere la loro affiliazione alla cassa mutua dei culti e alla mutua assicurazione di vecchiaia.

### Il caso specifico dell'Islam
Il culto musulmano (praticato nel 2006 da più di 109 000 persone in Alsazia e nella Mosella) non ha lo status di culto riconosciuto. La legge locale consente la costituzione di comunità musulmane sotto il regime legale di associazione. La Moschea Eyup Sultan di Strasburgo appartenente alla comunità Milli Görüş ed è indicata da cartelli inviati dalle autorità pubbliche competenti. Questa moschea beneficiò di fondi pubblici per la sua costruzione, cosa che sarebbe stata impossibile nel resto della Francia. Nel 2012 a Strasburgo venne inaugurato un cimitero musulmano.
Talvolta si propone di includere l'Islam nel concordato. Nel 2006 il deputato della Mosella François Grosdidier propose un testo in tal senso all'Assemblea nazionale. I leader locali ebrei, cattolici e protestanti non sono, a priori, contrari a questa integrazione visto li aiuterebbe a consolidare questo status differenziato rispetto al resto del paese.